# 許育綸
許育綸（1984年5月3日—），曾任樹黨中央執行委員，並代表樹黨參選2014年中華民國地方選舉，以政見「保護老樹、老圳、以及老屋，從過去的歷史找到新都會的進步力量。」，當選新竹縣竹北市市民代表。

## 政治主張

### 鄉鎮市長別官派，直轄市要區自治
2016年3月25日，民進黨籍立委鄭運鵬於立法院提案廢除鄉鎮市長選舉，目前的「鄉鎮市區」全部改成區，並且區長官派。預估廢除選舉，可以省下30億元經費。此舉引起網路上的討論。ptt上的支持者認為，現在許多鄉鎮市民代都是肥貓。反對者則認為，此舉是民主開倒車。
2016年4月15日，「草協聯盟」發起人徐巧芯、「青年佔領政治」發起人冼義哲，與竹北市市民代表、草民盟共同發起人許育綸等人於立法院群賢樓門口召開記者會，反對民進黨鄭運鵬等多名綠委主張的「鄉鎮市長官派」。主張有黑金影響選舉，不應該取消選舉制度，而應該做選制的改革，阻止黑金的介入。此外，一旦真的實施官派的區長，除了行政效率變差外，偏鄉的民眾權益將更不受重視。保留鄉鎮市層級的選舉，並且直轄市實行區自治，可以讓青年有返鄉參選的機會
。
2016年4月28日，民進黨內出現聲音表示，此一停止鄉鎮市級選舉的提案，引起地方反彈。儘管民進黨黨綱第五十條明定「停止鄉鎮市級選舉」，蔡英文認為重大政治提案應先經黨團討論，不要一下子就提案
。

### 搶救老房子，推動空間再生
許育綸於參選之前，即擔任新竹市老屋發展處臉書粉絲專頁管理員。
2012年10月，台中市生活願景協進會郭漢威、彰化舊厝俱樂部邱明憲、清華大學「新竹監獄日式建築群訪調小組」、及新竹市老屋發展處許育綸等人，透過網路串連民眾，於10月17日帶領民眾去參觀台中市三光巷的原省府宿舍。透過這個活動，希望能夠在10月19日的文資審議會，使審議委員重視老房子，支持老房子再生 。
2016年5月，新竹市老屋發展處及新竹市老屋巡守隊等民間社團發起「新竹十大老店屋票選活動」。對此，發起活動的許育綸向媒體表示，這次活動選出的老屋有的是從日治時代就有的老房子，有醫院、銀行、銀樓等。此一活動的目的，是希望讓市民透過投票，共同感受新竹的老建築，賦予老房子新的意涵。
現任教於竹北社區大學、竹塹社區大學、新竹縣義明高級中學附設國中部 （页面存档备份，存于）。

### 腳註
1. ↑  . 自由時報. 2014-11-07  [2016-07-09]. （原始内容存档于2019-06-01）.
2. ↑  . 環境資訊中心. 2014-11-30  [2016-07-09]. （原始内容存档于2019-06-09）.
3. ↑  . 自由時報. 2016-03-25  [2016-07-09]. （原始内容存档于2019-06-14）.
4. ↑  . 公民新聞. 2016-04-15  [2016-07-09]. （原始内容存档于2020-10-26）.
5. ↑  . 聯合報. 2016-04-28  [2016-07-09]. （原始内容存档于2019-01-03）.
6. ↑  .   [2016-07-09]. （原始内容存档于2019-06-08）.
7. ↑   (新闻稿). 苦勞網. 2012-10-18  [2016-07-09]. （原始内容存档于2019-04-12）.
8. ↑  . 自由時報. 2016-05-26  [2016-07-09]. （原始内容存档于2019-06-20）.

### 外部連結
- 許育綸 竹北樹民代表